# Jacques-Louis Le Noir
Pour les articles homonymes, voir Le Noir.
Jacques-Louis Le Noir, dit Dom Le Noir, né le 6 janvier 1721 à Alençon et mort le 18 mars 1792 à Saint-Germain-des-Prés, est un historiographe français.

## Biographie
Religieux bénédictin ayant fait profession dans l’abbaye de Saint-Évroult en 1741, dom Le Noir enseigna d’abord la philosophie et la théologie à l’abbaye de la Trinité de Fécamp de 1749 à 1752, avant de participer, comme une grande partie des membres de la congrégation de Saint-Maur dans les années 1710-1760, à l’œuvre d’« illustration et de glorification de l’histoire française », se spécialisant, compte tenu de sa présence dans la province normande, de la congrégation, dans les recherches sur l’histoire de Normandie dans toutes les archives, surtout à la chambre des comptes de Rouen et à celle de Paris.
Dom Le Noir avait réuni, à l’abbaye de Saint-Germain-des-Prés, une collection d’actes sur la Normandie, en 67 vol. in-f. qu’il vendit au commencement de la Révolution à M. d’Ormesson, moyennant une rente viagère de 800 livres. Ces documents passèrent ensuite dans les mains de la maison de Mathan, qui les a mis à la disposition de l’abbé de La Rue.
Dom Le Noir était associé de l’Académie royale des Belles-Lettres de Caen, qui le couronna en 1778 pour l’envoi d’un mémoire sur le Commerce de la ville de Caen, depuis le XIe siècle, et plus particulièrement depuis la réunion du duché de Normandie à la monarchie française.

## Publications
- Mémoire relatif au projet d’une histoire générale de la Normandie, Imprimerie de Richard Lallemant, Rouen, 1760, in-4°, 14 p.
- Collection chronologique des actes et des titres de Normandie concernant l’histoire des familles nobles et les fiefs des trois généralités de cette province, Impr. de Didot l’aîné, Paris, 1788, in-8°, 16 p.
- Normandie anciennement pays d’État, Paris, 1790
- Preuves généalogiques et historiques de la maison de Harcourt, publiées par M. le Marquis d’Harcourt, avec une lettre de M. Léopold Delisle, Honoré Champion, Paris, 1907, in-8°, X-XLIX-343-74 p., fac-similé. (publication posthume).